# Beiras e Serra da Estrela

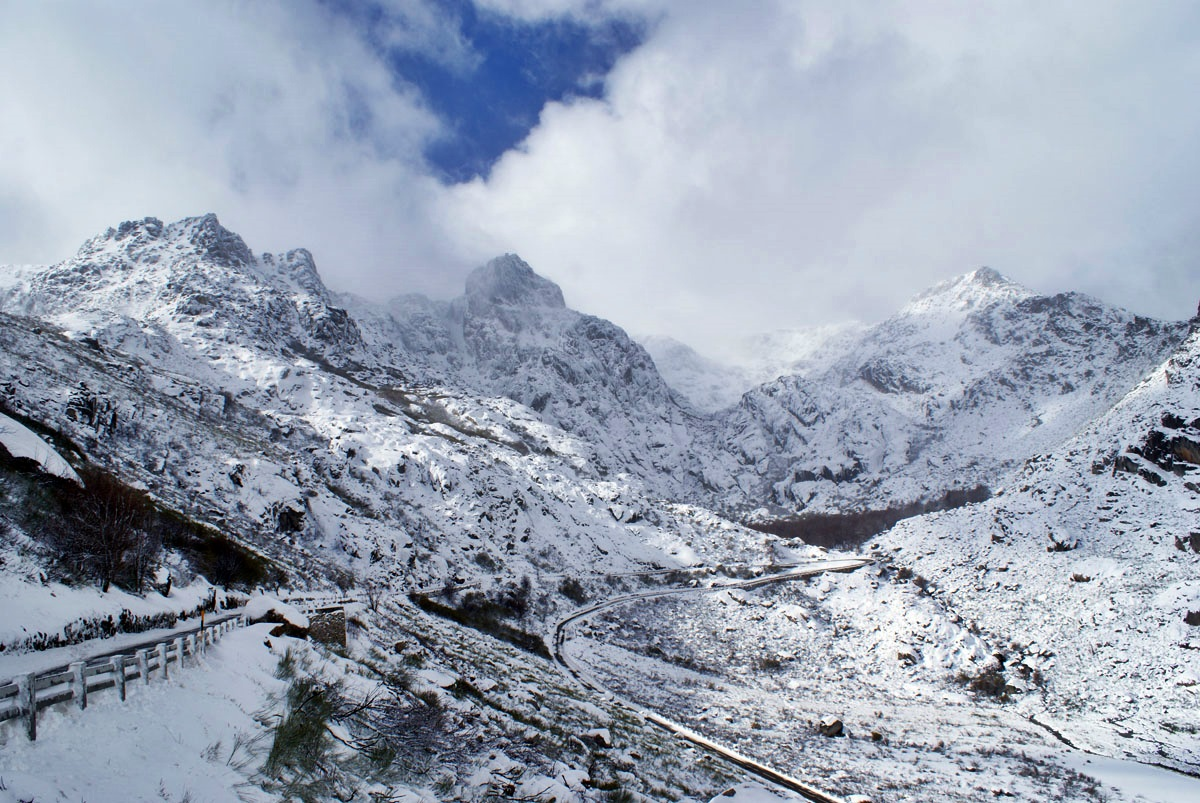
A Serra da Estrela após um nevão

As Beiras e Serra da Estrela são uma sub-região portuguesa situada no centro-leste do país, pertencendo à região do Centro. Tem uma extensão total de 6.305 km2, 210.633 habitantes em 2021 e uma densidade populacional de 33 habitantes por km2.

Está composta por 15 municípios e 266 freguesias, sendo a cidade da Guarda a cidade administrativa e um dos principais núcleos urbanos da sub-região. Com 26.446 habitantes na sua área urbana e 40.126 habitantes em todo o município, é a maior cidade e o segundo maior município das Beiras e Serra da Estrela, a seguir da Covilhã com 46.457em todo o município, sendo limitada a norte com o Douro, a leste com a região espanhola da Castela e Leão, a sul com a Beira Baixa, a sudoeste com a Região de Coimbra e a oeste com Viseu Dão-Lafões.

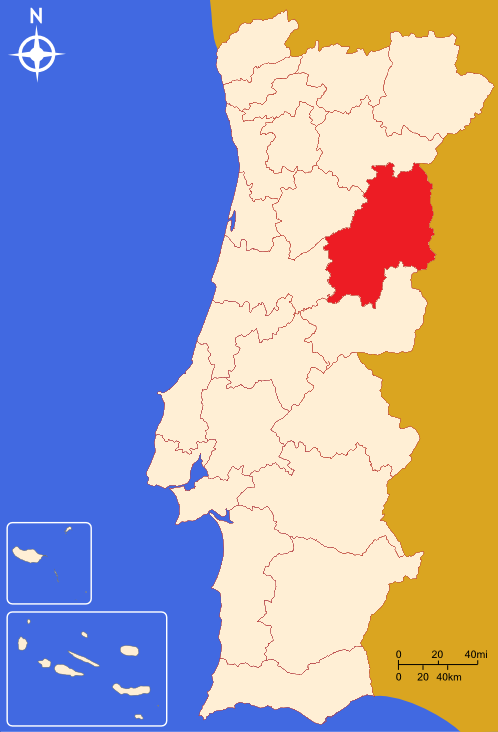
Localização da sub-região das Beiras e Serra da Estrela

## Municípios

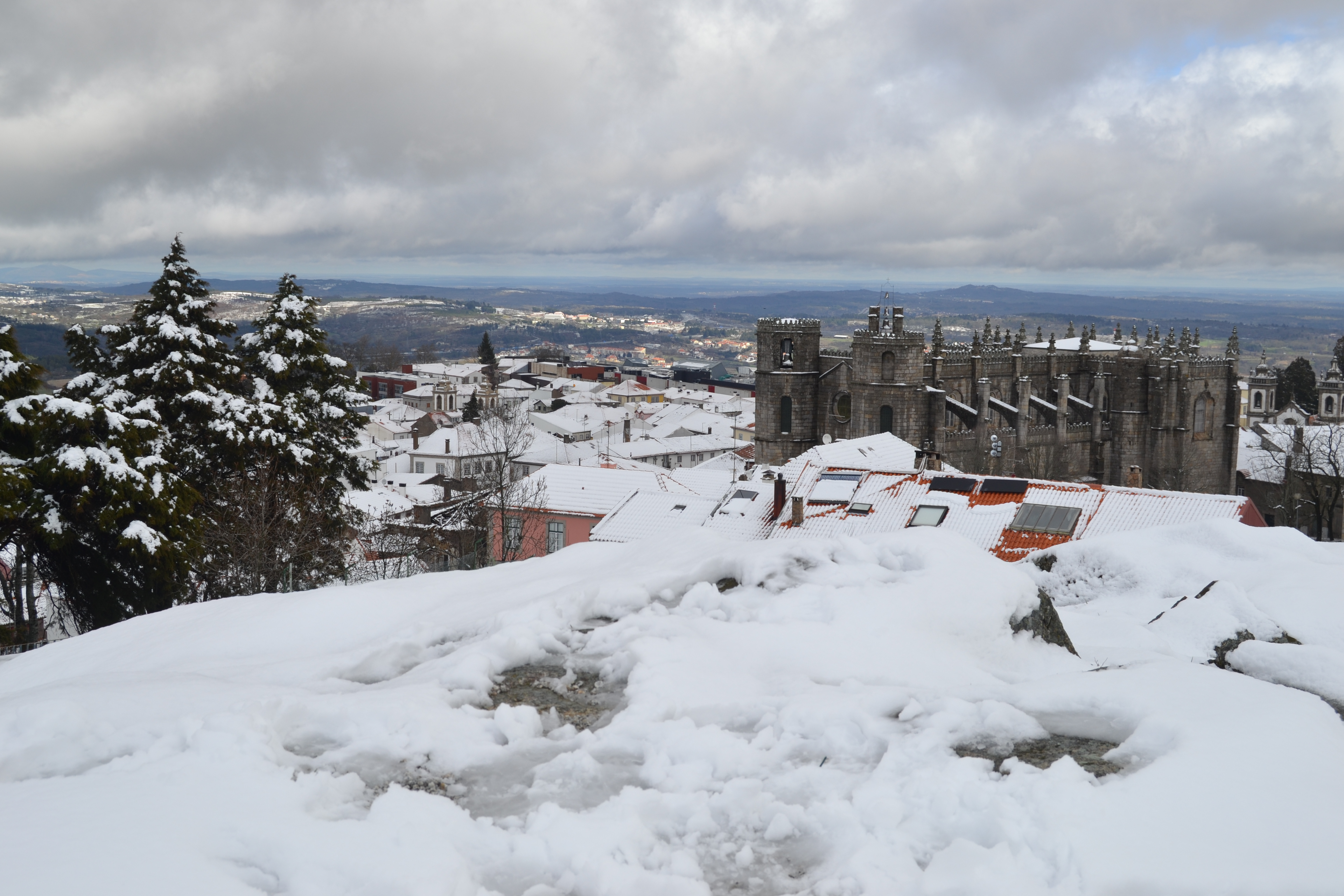
Sé da Guarda

A Região das Beiras e Serra da Estrela compreende os seguintes 15 municípios:

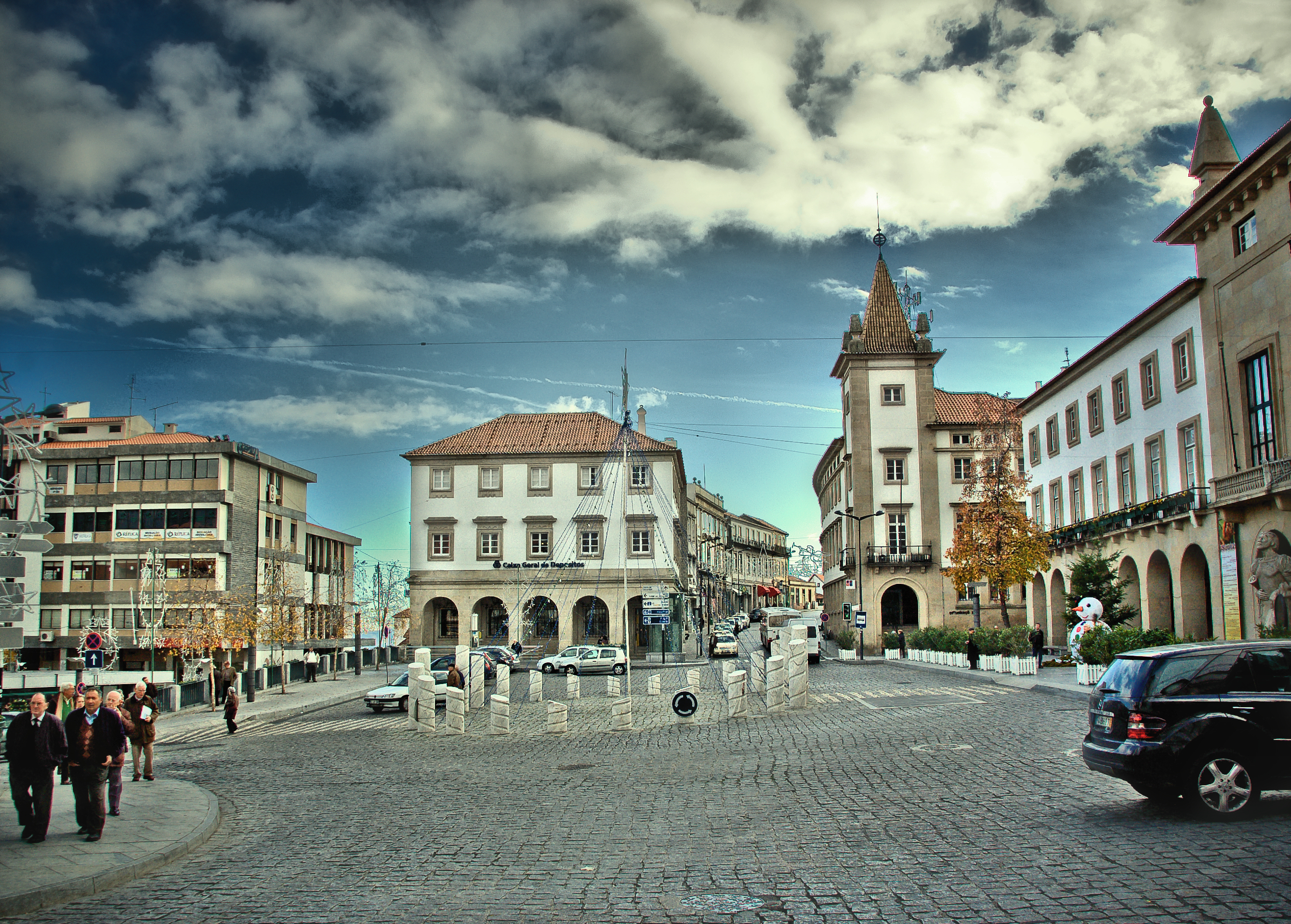
Centro da cidade da Covilhã

- Almeida
- Belmonte
- Celorico da Beira
- Covilhã
- Figueira de Castelo Rodrigo
- Fornos de Algodres
- Fundão
- GouveiaCentro da cidade da Covilhã
- Guarda
- Manteigas
- Mêda
- Pinhel
- Sabugal
- Seia
- Trancoso